# Nacimiento y recuerdos
Nacimiento Y Recuerdos es un álbum recopilatorio del salsero Frankie Ruiz, publicado el 25 de agosto de 1998 por el sello Rodven Records/PolyGram y distribuido por Universal Music Latino, el disco presenta el sencillo “Vuelvo a Nacer” grabado en los estudios Alpha Recording, Caparra Hills en Guaynabo, Puerto Rico entre fines de 1997 e inicios de 1998. En este álbum se puede encontrar las canciones que formaron parte de su carrera como solista.

## Producción
Las canciones que aparecen en este disco forman parte de su carrera como solista que es desde 1985 hasta 1998. Este disco recopilatorio trae un sencillo grabado por Frankie Ruiz en los estudios Alpha Recording, Caparra Hills en Guaynabo, Puerto Rico titulado Vuelvo A Nacer.
Además de Vuelvo a Nacer, se encuentran temas como Bailando, Puerto Rico, Ironía, Para Darte Fuego y Mirándote, por solo mencionar algunos.

## Lista de canciones
| N.º | Título             | Compositor(es)                    | Duración |  |
| 1.  | «Vuelvo A Nacer»   | Myriam Valentín                   | 4:13     |  |
| 2.  | «Mirándote»        | Cheín García Alonso               | 5:03     |  |
| 3.  | «Bailando»         | Cheín García Alonso               | 4:59     |  |
| 4.  | «Mi Libertad»      | Pedro Azael / Laly Carrizo        | 4:24     |  |
| 5.  | «Puerto Rico»      | Armando Napoleón                  | 4:36     |  |
| 6.  | «Voy Pa' Encima»   | Peter Velázquez                   | 4:14     |  |
| 7.  | «Quiero Llenarte»  | M. Molina / M. Flores / P. Favini | 4:30     |  |
| 8.  | «Tu con El»        | Eduardo Franco Da Silva           | 4:55     |  |
| 9.  | «La Cura»          | Catalino “Tite” Curet Alonso      | 4:55     |  |
| 10. | «Para Darte Fuego» | Cheín García Alonso               | 4:39     |  |
| 11. | «Ironía»           | Jankarlos Nuñez                   | 5:00     |  |
| 12. | «Esta Cobardia»    | P. Cepero / F. M. Moncada         | 5:40     |  |

## Reconocimientos Billboard
| U.S. Billboard Albums |                                   |          |
| Año                   | Chart (Lista de éxitos musicales) | Posición |
| 1998                  | Tropical/Salsa                    | 3        |
| 1998                  | Top Latin Albums                  | 5        |
| 1998                  | Heatseekers                       | 27       |

| U.S. Billboard Singles |                |                                   |          |
| Año                    | Canción        | Chart (Lista de éxitos musicales) | Posición |
| 1998                   | Vuelvo A Nacer | Latin Tropical/Salsa Airplay      | 7        |
| 1998                   | Vuelvo A Nacer | Hot Latin Tracks                  | 20       |

## Personal del temaVuelvo A Nacer

### Músicos
- Voz principal - Frankie Ruiz
- Coros - Domingo Quiñones
- Piano - Luis Quevedo
- Bongo - Celso Clemente

### Créditos
- Productor - Vinny Urrutia
- Arreglos – Ramón Sánchez
- Mezcla - Vinny Urrutia
- Fotos - Rafi Claudio